# Wużyniec
Wużyniec (błr. Вужынец; ros. Ужинец, Użyniec) – wieś na Białorusi, w rejonie kalinkowickim obwodu homelskiego, około 25 km na południowy wschód od Kalinkowicz.

## Historia
Dobra te należały do powiatu rzeczyckiego Rzeczypospolitej. Po II rozbiorze Polski w 1793 roku znalazły się na terenie Imperium Rosyjskiego. Stanowiły własność Wawrzeckich, później przeszły na własność rodziny Oskierków (były ich własnością w 1811 roku). Był to jeden z majątków klucza wodowickiego. 
Według spisu 1897 roku istniały tu: kaplica, szkoła, sklep spożywczy, 2 konne młyny.
Od 1917 roku Użyniec znalazł się w ZSRR, w 1930 roku utworzono tu kołchoz „Krasnaja smiena”. Uruchomiono kuźnię i młyn wiatrakowy. W 1935 roku w szkole uczyło się 99 uczniów. W czasie II wojny światowej wieś została spalona przez Niemców. W 1959 roku grunty Wużyńca należały do kołchozu im. Wasilija Czapajewa.
Od 1991 roku – na Białorusi.

## Dawny pałacyk
W 1886 roku Wiktor Oskierko wzniósł tu drewniany, parterowy pałacyk, wybudowany na wysokiej podmurówce, na planie prostokąta. Elewacja parterowej części była pięcioosiowa z głębokim gankiem z arkadowym szczytem, ozdobionym tarczą herbową, podpartym dwoma parami cienkich kolumn. Ta część budynku przykryta była trójspadowym dachem smukłą wieżyczką. Do niej przylegała trzykondygnacyjna wieża na planie kwadratu i o dwuosiowych elewacjach, z płaskim dachem i podobną wieżyczką. Wejście do tej części stanowił również ganek, ale dwukondygnacyjny, z dwiema kolumnami. Wygląd pałacyku znany jest jedynie ze szkicu wykonanego przez Ignacego Wróblewskiego w 1891 roku. Pałacyk był otoczony piętnastomorgowym parkiem, został najprawdopodobniej zniszczony w czasie I wojny światowej.
Majątek w Użyńcu jest opisany w 1. tomie Dziejów rezydencji na dawnych kresach Rzeczypospolitej Romana Aftanazego.